# Hara-kiri
Pour l’article homonyme, voir Seppuku (album).
Pour les articles homonymes, voir Hara-kiri (homonymie).
 (septembre 2020).
Si vous disposez d'ouvrages ou d'articles de référence ou si vous connaissez des sites web de qualité traitant du thème abordé ici, merci de compléter l'article en donnant les références utiles à sa vérifiabilité et en les liant à la section « Notes et références ».

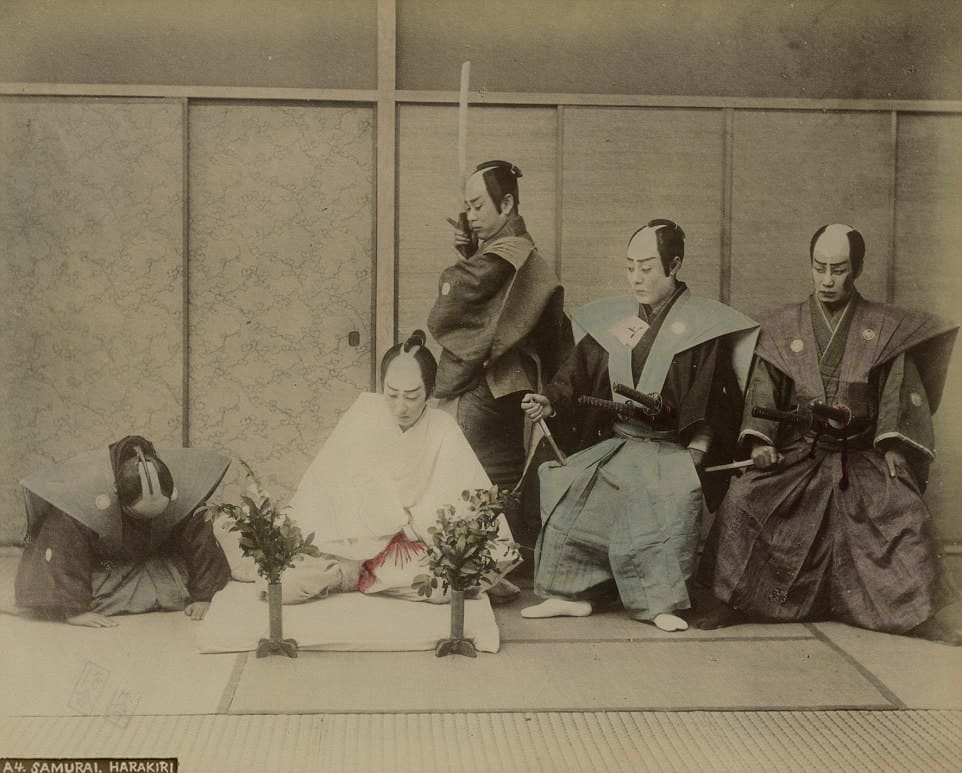
Scène de seppuku (reconstitution) - XIXe siècle.

Le hara-kiri ou harakiri (腹切り) ou seppuku (切腹, littéralement « coupure au ventre »), est une forme rituelle de suicide par éventration. Ce rituel est officiellement abandonné par les Japonais en 1868 avec le début de l'ère Meiji mais fut pratiqué dans quelques cas par la suite, notamment par Nogi Maresuke à la suite de la mort de l'empereur Meiji en 1912, à l'approche de la fin de la Guerre du Pacifique ou encore par l'auteur Yukio Mishima à la suite de sa tentative de coup d'État en 1970.

## Étymologie
En japonais, le terme seppuku (切腹) est plus formel, et typiquement utilisé dans les textes écrits et officiels. Il est formé d'après la lecture on héritée du chinois, du caractère 切 (« couper ») qui est lu setsu, et de 腹 (« ventre ») qui est lu fuku : la lecture setsu + fuku donne seppuku, la prononciation est semi-voisée avec un handakuten, puku.
Selon l'écrivain Christopher Ross, le terme populaire harakiri est utilisé dans la langue parlée japonaise, mais n'était pas utilisé dans les textes. Celui-ci est formé d'après une lecture japonaise native kun, des mêmes caractères mais dans le sens inverse : 腹 (« ventre ») lu hara, et 切 (« couper ») lu kiri.

## Contexte
Traditionnellement, le seppuku était réalisé dans un temple en s'ouvrant l'abdomen à l'aide d'un wakizashi (sabre court) ou d'un poignard de type tantō, ce qui libère l'âme (voir l'article seika tanden). La forme traditionnelle consiste en une ouverture transversale (dans la largeur), juste au-dessus du nombril. Le seppuku comporte une version encore plus douloureuse, le jumonji-giri, qui consiste à rajouter une coupe verticale (de haut en bas) à la coupe horizontale pour marquer sa volonté d'expiation. Il existe une version moins honorable (et moins douloureuse) dans laquelle un « ami » (kaishakunin) coupe la tête pour une mort instantanée. Cependant la forme traditionnelle était rarement appliquée, la plupart des samuraïs qui s'adonnaient au seppuku tenaient dans leur main le wakizashi (sabre court) mais dans la plupart des cas le kaishakunin tranchait la tête du samuraï avant même qu'il se soit éventré. Certains tenaient même un simple éventail dans leur main en guise de symbolique,.
Le seppuku était traditionnellement utilisé en dernier recours, lorsqu'un guerrier estimait immoral un ordre de son maître et refusait de l'exécuter. C'était aussi une façon de se repentir d'un péché impardonnable, commis volontairement ou par accident. Plus près de nous, le seppuku subsiste encore comme une manière exceptionnelle de racheter ses fautes, mais aussi pour se laver d'un échec personnel.
Le seppuku étant un rituel devenu  masculin, les femmes nobles et épouses de samouraïs pratiquaient le jigai, une forme de suicide consistant à se trancher la gorge (carotide) avec un poignard.

## Historicité du seppuku
Le seppuku a une longue et ancienne histoire au Japon. Dans le gikeiki, l’histoire de la vie de Minamoto no Yoshitsune , un héros de la fin de la période de Heian, est décrite. Au cœur de l’ouvrage, Minamoto no Yoshitsune est dépeint comme commettant le seppuku en tant que samouraï. Cependant cette histoire reste une légende, en effet nous ne savons pas si les samouraïs avaient pour habitude de commettre le seppuku sur la fin de la période de Heian. Néanmoins nous savons que de nombreux samouraï avaient l’habitude à cette époque de se suicider par noyade, ce qui montre que durant cette période, le seppuku restait pour la plupart des samouraïs une pratique non exercée.
Par la suite, il est écrit dans le Taiheiki que le clan Hojo s’est livré au seppuku. Étant donné que le Taiheiki a été rédigé au début de la période Muromachi , nous pouvons constater que la coutume du seppuku était courante au début de cette période, elle a ainsi pris racine dans les sociétés samouraï.
La question de pourquoi se faire seppuku fait alors surface. Durant la période de Sengoku et donc lors des guerres médiévales du Japon, les guerriers des armées japonaises étaient souvent amenés à se suicider lorsqu’ils se retrouvaient vaincus. Cet acte irrévocable s’explique par le fait qu’il leur était insupportable d’imaginer que le vainqueur s’empare du territoire, de leurs femmes et de leurs biens. Le nom des guerriers se retrouvait souillé par une sorte d’humiliation qui les obligeait à se suicider afin d’effacer leur défaite.
Il y a également le cas particulier de Junshi où le seppuku est utilisé par les samouraïs qui veulent suivre leur maître dans la mort. Cette pratique apparaît durant la période d’Edo et est interdite sous les Tokugawa. Au cours de cette époque, lors d’un jugement quelconque, un samouraï pouvait être amené à se suicider. Là où les roturiers allaient soit en prison soit étaient exécutés par pendaison ou simple décapitation, les samouraïs étaient soumis au rituel du seppuku. Si dans la théorie ils devaient s'ouvrir le ventre puis dans la foulée se faire trancher la tête, la réalité était tout autre. En effet, lors du seppuku la plupart des samouraïs s’emparaient simplement de la lame et se faisaient décapiter avant même d’avoir porté la lame à leur ventre. Dans certains cas, un simple éventail était utilisé en tant que symbole de la lame.
La pratique de seppuku a réellement pris de l’ampleur lors de l'arrivée des occidentaux au XIXe siècle, lorsqu’une histoire de seppuku a été énormément médiatisée. Les ambassadeurs de la Grande-Bretagne furent invités au rituel d’éventrement d’un Japonais ayant commis le meurtre d’un Britannique, ils assistèrent à une scène effroyable, à un véritable bain de sang. En effet, le Japonais ayant commis le meurtre avait pour objectif de montrer qu’il n’éprouvait aucun remords concernant son acte en s’adonnant à un suicide abominable et particulièrement violent, lui permettant également de prouver sa bravoure de soldat japonais aux occidentaux. En réalité cependant, ce cas de figure reste rarissime.

## Généralités
Le ventre est le siège de la volonté, du courage et des émotions en Asie : Hara ookii, « vous avez un gros ventre », pourrait vexer en Occident, tandis qu'au Japon c'est un compliment qui veut dire « vous avez un grand cœur » ; à notre « parler à cœur ouvert » pour exprimer sa sincérité, correspond l'expression japonaise Hara no watte, « à ventre ouvert » ou plus exactement « en s'ouvrant le ventre » ; Hara no misenaï, « ne montrent pas leur ventre », signifie « cacher sa pensée », l'inverse se disant Hara no yomeru (« lire dans son ventre ») et signifiant qu'on peut « lire dans ses pensées », donc qu'il est honnête dans ce qu'il dit.
Le seppuku a longtemps permis aux nobles et aux samouraïs d'exprimer leurs dernières volontés. Les Japonais se suicident par l'abdomen, siège, pour eux, de la pensée et de la conscience de soi. C'est probablement la raison pour laquelle il existe une grande variété de mots pour désigner le suicide (jisatsu, en japonais) :
- le inseki jisatsu : suicide pour éviter la honte ;
- le gyokusaï : suicide d'honneur, largement pratiqué au cours de la Seconde Guerre mondiale par les soldats japonais, pour éviter de se rendre ;
- le seppuku avec sa sous-catégorie extrêmement douloureuse, le jumonji-giri abordé au début de cet article ;
- le shinjū : double suicide avec ses variantes :
  - l'oyako shinjū : suicide des parents et des enfants,
  - le boshi shinjū : suicide de la mère et des enfants,
  - le fushi shinjū : suicide du père et des enfants,
  - le goï shinjū lorsque les enfants sont volontaires au suicide familial,
  - le muri shinjū dans le cas contraire ;
- le kobara : suicide pour le bien des enfants ;
- le robuka : suicide pour le bien de la famille ;
- le funshi : suicide pour exprimer son indignation et sa révolte.

Pour être complet, il faut citer l'oibara, qui figure dans le manuel du parfait samouraï(le Hagakure). L'oibara est le suicide d'inféodation. Il se subdivise en maebara et sakibara selon que le samouraï précédait ou suivait son seigneur dans la mort.

## Brève histoire du seppuku
Minamoto no Tametomo aurait été le premier homme et samouraï à pratiquer le seppuku honorable, en prenant exemple sur les femmes chinoises : accusées d'avoir enfanté l'enfant d'un autre homme que leur époux, elles s'ouvraient le ventre de désespoir afin de prouver leur fidélité. Minamoto no Yorimasa est le premier dont on a une description détaillée du seppuku : après sa défaite à la première bataille d'Uji en 1180, Yorimasa s'est retiré dans la salle du Phénix du temple du Byōdō-in, a écrit un poème au dos de son étendard, avant de prendre son poignard et de s'ouvrir l'abdomen. Cette façon de procéder a codifié le seppuku.
La pratique du seppuku est indissociable du Bushido, le code d'honneur du guerrier, qui insiste sur sa finalité propre : la mort. Celle-ci ne doit en aucun cas trahir les valeurs morales qui sont celles du samouraï ; aussi la pratique du seppuku est-elle codifiée très précisément. L'acte du suicide honorable ne s'effectuait grosso modo qu'en quatre occasions :
- à l'issue d'une défaite au combat. Être fait prisonnier ne constituait pas tant un échec qu'un déshonneur, non seulement pour soi mais pour ses compagnons et son maître ; pour éviter de souiller le nom de ce dernier, un samouraï vaincu et sans possibilité d'échapper à l'ennemi, préférait se donner la mort. Ce type de seppuku est rapide et violent, généralement effectué avec un tantō (sabre le plus court) ou un wakizashi ;
- le pouvoir politique du shogun est marqué par les rivalités ; lorsqu'un vassal était amené à critiquer ouvertement le shogun, il pratiquait le seppuku, tout à la fois pour préserver son honneur, et pour attirer l'attention du dirigeant. Ces remontrances sont désignées par le terme de kanshi ;

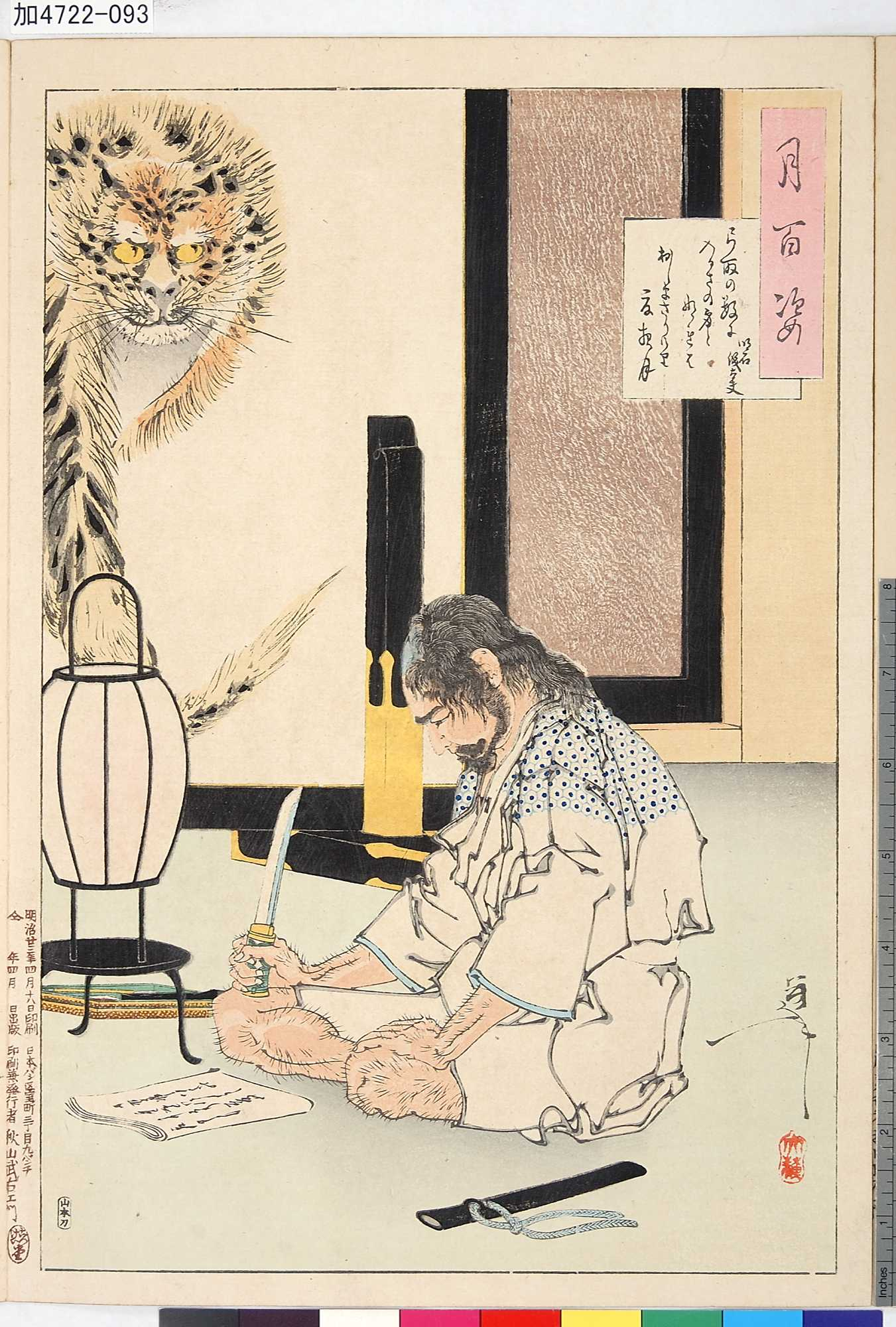
Le général Akashi Gidayu s'apprêtant à faire seppuku, Yoshitoshi Tsukioka, vers 1890.

- à l'inverse, à partir du shogun Ieyasu Tokugawa, la procédure inverse fut créée, comme une sanction à l'infidélité des vassaux. Une fois encore, le seppuku était l'unique manière d'éviter le déshonneur du clan : il s'agissait donc d'une offre de pitié, le tsumebara ;
- Au XVIIe siècle, le seppuku fut enfin l'occasion de suicides de groupe chez les samouraïs, qui par leur mort, rendaient hommage à leur maître en le suivant par-delà l'épreuve de la mort. Le seppuku est donc également le signe du dévouement, le junshi. Le gouvernement interdit ce type de suicide collectif en 1665[18]. Cependant, on peut considérer le seppuku collectif des 47 rōnin en 1703 comme entrant dans ce cas de figure.

Hormis dans le cadre du champ de bataille, le seppuku accompagna le raffinement du bushidō et des classes dirigeantes en étoffant le rituel qui lui est encore associé. Le seppuku possède son propre code, qui doit être respecté scrupuleusement, tant par celui qui commet l'acte que par les personnes assistant à celui-ci. En effet, le seppuku n'est absolument pas une pratique solitaire, tout du moins dans le cadre du bushidō ; si le public est restreint et choisi, il est par contre nécessaire. Il a valeur de témoin et d'assistant de la mort du samouraï.
Le samouraï, ayant revêtu un kimono blanc, très ajusté et serré par un obi afin que les viscères ne se répandent pas, s'agenouillait avec un petit tabouret sous les fesses face au public, sur un tatami. Il disposait d'un sabre court (wakizashi) ou d'un poignard (tantō), d'encre, d'un pinceau, de feuilles de papier de riz et d'une tasse de saké. Après avoir écrit et lu un waka, enveloppant le sabre court d'une des feuilles de papier de riz, il s'ouvrait l'abdomen sur sa gauche, kimono ouvert. Cette partie du ventre représente la conscience dans la tradition bouddhiste. Il remontait alors une première fois, en diagonale ; puis une seconde entaille venait couper la première. Ce Giri no jumonji, terriblement douloureux, était la plupart du temps interrompu par le kaishakunin, un ami du samouraï, qui le décapitait au katana en prenant soin de trancher d'un premier coup jusqu'à la trachée afin que la tête tombe sur le torse puis il coupait délicatement d'un mouvement de coupe pour que la tête ne roule trop loin du corps qui tombait alors en avant. Chaque shogun avait un kaishakunin officiel pour les tsumebara : c'était un honneur tout particulier pour un samouraï. Lorsque le kaishakunin était un ami proche, la décapitation était rapide et occasionnait moins de souffrances, sinon l'attente du supplicié pouvait être en rapport avec son « crime ».
L'histoire militaire du Japon est marquée par de très nombreux seppuku ; mais dès lors que les bushi perdirent de leur influence, la pratique fut contrôlée (interdiction du junshi), puis interdite en 1873. Les cas épars de désobéissance furent accueillis comme des actes d'autant plus braves par la population japonaise.

## Influence du suicide rituel sur la culture japonaise

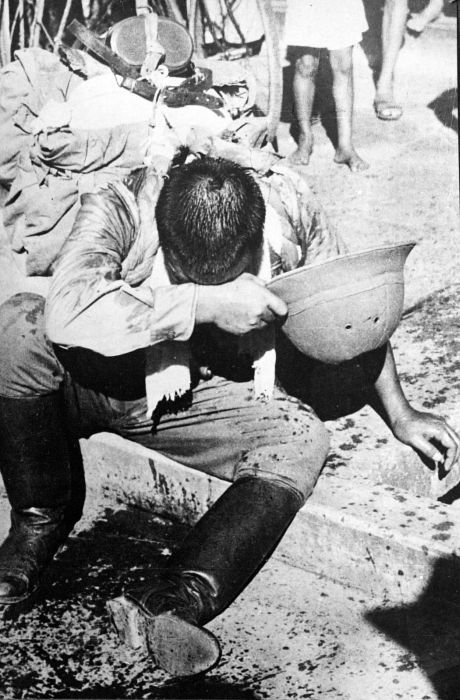
Seppuku d'un soldat japonais aux Indes orientales néerlandaises lors de la capitulation d'août 1945.

Essentiellement pratiqué pendant la période Edo par les guerriers, puis par les militaires japonais jusqu'à la fin de la Seconde Guerre mondiale, le seppuku est plus rare et limité que son impact sur l'imaginaire collectif ou la culture japonaise.
À la suite de l'échec d'un coup d'État mené par sa milice privée, le Tatenokai, l'écrivain et dramaturge Yukio Mishima, dénonçant le déshonneur du Japon, passe à l'acte en pratiquant un seppuku par éventration (suivi d'une décapitation), dans la matinée du 25 novembre 1970. Son compagnon Masakatsu Morita s'éventra à sa suite. Yukio Mishima, devenu ultranationaliste en 1967, exaltait les valeurs traditionnelles du Japon et le défi du bunburyōdō, la « double voie » qui unifie lettres et arts martiaux, l'art et l'action, l'éthique et l'esthétique. Cet acte héroïco-tragique, minutieusement mis en scène, marqua profondément les esprits, stupéfiés : par la notoriété de l'auteur, par ses idées alors tabou, mais aussi parce qu'aucun seppuku n'avait été pratiqué au Japon depuis l'immédiat après-guerre et que l'épisode fut retransmis à la télévision.
C'est le dernier cas célèbre de seppuku, mais il reste très particulier et se distingue par sa mise en scène et son caractère anachronique. Si la pratique du suicide rituel sous la forme du seppuku a quasiment disparu, il a profondément marqué la société japonaise contemporaine. Le nombre de suicide au Japon se distingue par son ampleur : 32 000 suicides pour l'année 2009, taux annuel constant pour la décennie, soit 26 suicides pour 100 000 habitants, similaire (25,3 pour 100 000) à celui de la France la même année (en comparaison 9 pour 100 000 au Royaume-Uni). Près d'un quart de ces suicides sont classés comme inseki-jisatsu, ou suicide visant à effacer une faute ou une responsabilité assumée. Ils concernent des directeurs d'entreprises, des hommes politiques soupçonnés de corruption ou visés par un scandale, mais aussi les chefs d'équipes dans une entreprise, ou les chefs de famille.
Guillaume Carré, directeur du Centre de recherches Japon à l’École des hautes études en sciences sociales, remarque que « traditionnellement, lorsqu’un échec est constaté, il est pleinement assumé, les Japonais cherchent rarement à fuir leurs responsabilités. » Même s'ils n'ont pas recours au suicide, les hommes politiques japonais tendent à démissionner lorsqu'ils doivent faire face à une faute, une accusation grave ou une menace de condamnation. Ils tendent également moins à faire appel que dans les pays occidentaux, où l'appel est souvent suspensif de la peine.

## Quelques personnalités s'étant donné leseppuku
- Minamoto no Yorimasa en 1180 ;
- Minamoto no Yoshitsune en 1189 ;
- Kusunoki Masashige en 1336 ;
- Yakushiji Motoichi en 1504 ;
- Oda Nobunaga le 21 juin 1582 ;
- Shibata Katsuie le 14 juin 1583 ;
- Hōjō Ujimasa en 1590 ;
- Sen no Rikyū en 1591 ;
- Les 47 rōnin en 1703 ;
- Takamori Saigō le 24 septembre 1877 ;
- Nogi Maresuke et son épouse en 1912 ;
- Tadamichi Kuribayashi en 1945 (non attesté) ;
- Anami Korechika en 1945 ;
- Yukio Mishima et Masakatsu Morita, le 25 novembre 1970 ;
- Isao Inokuma, le 28 septembre 2001.

## Le seppuku dans les arts et la littérature
- Dans Le Lotus bleu (1934) l'ennemi implacable de Tintin en Chine, Mitsuhirato, ne supporte pas sa défaite et fait seppuku.
- L'opéra Madame Butterfly de Puccini
- Seppuku, film de Masaki Kobayashi (1962), prix du Jury du Festival de Cannes 1963, plus connu hors Japon sous le titre Harakiri.
- Le jardin de Kanashima (1964) de Pierre Boulle, roman d'anticipation sur la course à la Lune. Des cosmonautes japonais vont sur la Lune mais sachant qu'ils ne pourront en revenir, se font hara-Kiri
- Dans la série SHŌGUN (2024) adaptation du roman de James Clavell. On retrouve le rite du seppuku à de multiples reprises.
- Dans Yūkoku ou Rites d'amour et de mort (1966) film de Yukio Mishima, raconte le suicide par seppuku (éventration) d'un lieutenant japonais et de sa femme après l'échec du coup d’État fomenté par un groupe militaire nationaliste le 26 février 1936.
- Dans le clip musical Trop de fierté de Rohff
- Dans le manga Ranma ½ de Rumiko Takahashi (1987-1996)
- Dans Le Dernier samouraï (un film réalisé par Edward Zwick en 2003), le général Hasegawa et le samurai Katsumoto (lui-même officiant comme kaishakunin pour le premier) font seppuku après avoir respectivement perdu une bataille. Algren, le protagoniste de l'histoire devenant ami et frère d'arme du second, lui sert symboliquement (mais pas au sens strict) de kaishakunin.
- Dans le film Dédé à travers les brumes, André Fortin, le chanteur du groupe le plus populaire au Québec se suicide par seppuku.
- Dans le film Furyo (1983) de Nagisa Oshima.
- Dans le jeu-vidéo Splinter Cell: Chaos Theory, le principal antagoniste tente de se suicider par seppuku.
- Dans le film Machete (2010) de Robert Rodriguez, Torrez (interprété par Steven Seagal), se fait transpercer le ventre par la machette de Machete (Danny Trejo), mais cette blessure étant relativement inoffensive, Torrez décide d'utiliser cette machette pour se suicider avec le rituel du seppuku
- Dans le film Hara-Kiri : Mort d'un samouraï (2011) de Takashi Miike, Hanshiro (interprété par Ebizô Ichikawa), un samouraï sans ressources, demande à accomplir un suicide rituel.
- Dans la série Teen Wolf, saison 3 épisode 24, le nogitsune suggère à Stiles de pratiquer le seppuku
- Dans le film 47 Ronin (film, 2013) de Carl Erick Rinsch.
- Dans le jeu vidéo Tomb Raider (2013), le personnage de Lara rencontre le cadavre d'un général qui a commis le seppuku, pour avoir déshonoré sa reine Himiko. Elle découvrira un rouleau secret caché dans le manche du sabre, écrit en japonais, qui lui donne la clé du mystère du Yamatai.
- Dans le film Wolverine : Le Combat de l'immortel (2013), on voit des officiers japonais qui pratiquent le seppuku juste avant que les Américains ne larguent la bombe atomique à Nagasaki.
- Dans le roman Chevaux échappés de Yukio Mishima, le seppuku d'Isao Iinuma termine le roman en apothéose. En outre, il y est longuement évoqué au chapitre 9 qui raconte l'échec de la révolte de la Société du Vent Divin.
- Dans la série The Man in the High Castle, saison 1, épisode 5 (2015)
- Dans le jeu vidéo Fire Emblem Fates Conquete (2015), Ryoma se donne la mort par seppuku, afin que Corrin n'ait pas à le tuer lui-même sur les ordres du Roi Garon
- Dans l'animé Joker Game, saison 1, épisode 1 (2016)
- Dans le film Tu ne tueras point (2016)
- Dans le jeu Dark Souls II, le second DLC "Couronne du Vieux Roi de Fer" propose un boss, Sir Alonne, qui commettra le seppuku si le joueur arrive à le vaincre sans prendre de dégâts.
- Dans le jeu Mark of the Ninja, le seppuku est exposé dès le début du jeu comme la fin honorable que devra se donner le personnage principal.
- Dans le jeu Call of Duty: Black Ops III, après avoir fini de tuer le boss de la carte Zetsubou No Shima en mode zombie, le personnage d'une autre dimension de Takeo se suicide par seppuku.
- Dans le manga Naruto, après son combat contre Mifune, dans une démonstration extraordinaire de volonté, Hanzô plaça sa foi en Mifune et surmonta le talisman qui le gouvernait, il commit un seppuku[23]
- Dans le manga One Piece, Roronoa Zoro devait faire un seppuku après avoir été accusé de meurtres au pays des Wa, mais après avoir découvert le vrai meurtrier, il le trancha avec la lame qui devait servir au suicide.
- Dans le jeu vidéo Danganronpa 2: Goodbye Despair, Fuyuhiko Kuzuryu dans le début du chapitre 3, commet un seppuku pour se faire pardonner de son comportement dans les chapitres précédents mais aussi pour la mort de Mahiru Koizumi que Hiyoko Saionji refuse de lui pardonner. Il s’en sort tout de même grâce aux soins prodigués par Mikan Tsumiki.
- Dans le manga Kimetsu No Yaiba, l'ancien Pilier de la Foudre Jigoro Kuwajima pratique le seppuku lorsqu'il découvre que l'un de ses élèves a trahi les pourfendeurs pour devenir une Lune Supérieure aux ordres de Muzan.
- Dans le jeu Cyberpunk 2077, si le joueur sauve la vie du personnage de Takemura mais provoque malgré tout la destruction d'Arasaka, celui-ci annoncera pendant les crédits de fin du jeu qu'il compte faire seppuku.
- Dans le jeu vidéo Elden Ring, le joueur peut appliquer une cendre de guerre (effet spécial) nommée "seppuku" sur une épée par exemple. Ainsi, le joueur se soumet au seppuku et perd quelques points de vies. La lame ainsi imprégnée de son sang permet d'augmenter les dégâts de l'arme et de provoquer plus facilement des dégâts de saignement sur les ennemis.